# Kaltental (Adelsgeschlecht)

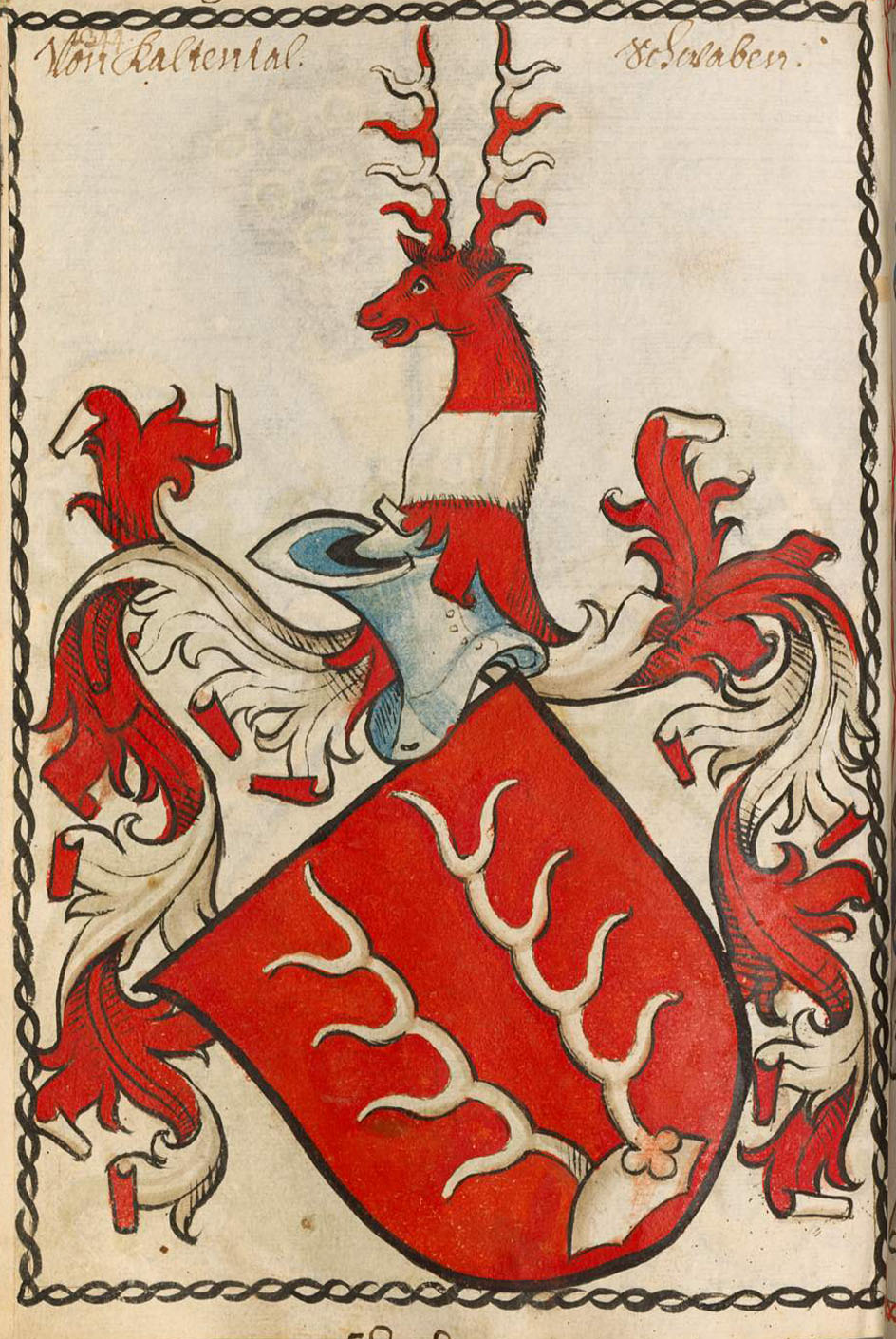
Wappen der Herren von Kaltental aus dem Scheiblerschen Wappenbuch (um 1440–1480)

Die Herren von Kaltental (auch: Kaltenthal) waren ein Geschlecht des schwäbischen Uradels, das im Mittelalter und der Frühen Neuzeit in der heutigen Region Stuttgart sowie im Allgäu seine Besitzungen hatte. Von Mitte des 13. bis Mitte des 14. Jahrhunderts waren sie auch als Burggrafen von Kaltental bekannt. Ab dem 16. Jahrhundert gehörten sie zur freien Reichsritterschaft in Schwaben, zeitweise auch zu der in Franken. Im 18. Jahrhundert erscheinen einzelne Angehörige der Familie als Freiherren.

## Geschichte

### Herkunft und Stammsitz

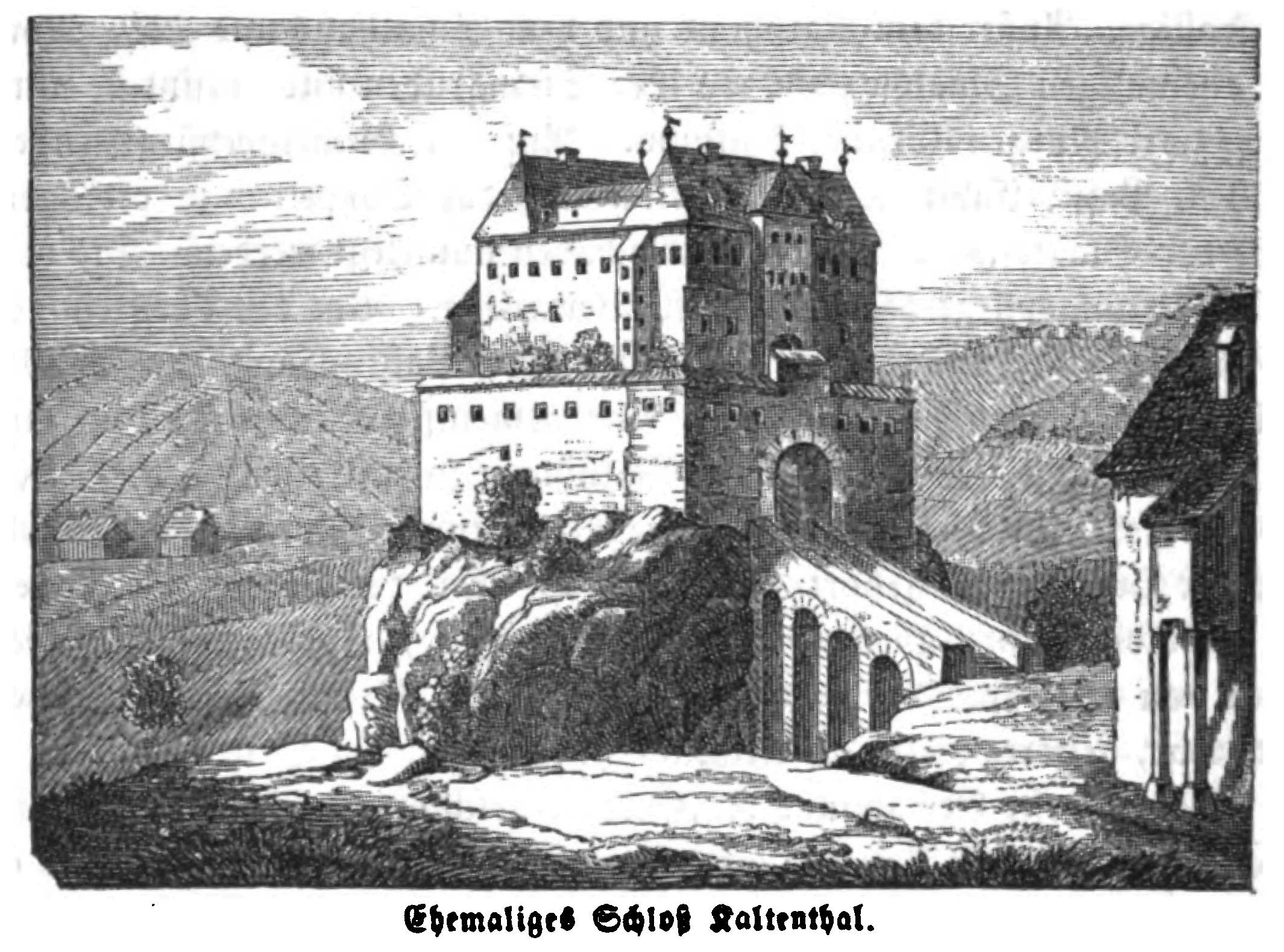
Burg Kaltental, Abbildung aus der Beschreibung des Oberamts Stuttgart von 1851

Bereits um 890 soll es einen angeblichen Vorfahren namens Engelbold von Kaltental sowie je einen gleichnamigen Sohn und Enkel desselben gegeben haben. Als erste Kaltentaler in einer Urkunde des Klosters Hirsau erwähnt wurden im Jahr 1125 die Brüder Sigebold und Ruggeris, Söhne eines Herrn Engelbold von Kaltental. Bereits hier kann aus dem für Engelbold genutzten lateinischen Titel eines dominus auf dessen Zugehörigkeit zum Adel geschlossen werden. Wahrscheinlich waren sie Verwandte oder Nachkommen des Ortsadels von Büsnau sowie von Möhringen, bei letzteren handelte es sich um ursprünglich wohl edelfreie Ministeriale der Grafen von Calw und später der Welfen. Sowohl bei den Herren von Büsnau als auch von Möhringen kommt der ansonsten seltene Name Engelbold mehrfach vor. Bis ins 14. Jahrhundert besaßen die Herren von Kaltental zudem ausgedehnten Besitz in Möhringen und Büsnau.
Im Zuge der Tübinger Fehde soll Pfalzgraf Hugo II. von Tübingen mehrere adlige Räuber aufgegriffen haben, dabei ließ er die eigenen Ministeriale frei, die welfischen jedoch hinrichten und deren Burg Möhringen zerstören. Der Stammsitz der Herren von Kaltental war die namensgebende Burg Kaltental. Sie kann als Rechtsnachfolgerin der Burg Möhringen angenommen werden. Erbaut wurde die heute abgegangene Burg im frühen 12. Jahrhundert zum Schutz des Nesenbachtals und damit des Gebiets der heutigen Stuttgarter Innenstadt.
Spätestens ab 1278 war Walter von Kaltental und ab 1281 auch sein Bruder Wolfram im Besitz eines Burggrafen-Amtes, das wohl auch Stuttgart mit einschloss und schon hier auf ein Lehensverhältnis mit Württemberg schließen lässt. Ebenfalls im Jahr 1278 hatten Walter und seine Söhne Johann und Gozzo die Ortsherrschaft in Aldingen am Neckar als Lehen durch Graf Ulrich von Tübingen-Asperg erhalten, so dass möglicherweise zeitgleich Lehensverhältnisse mit den Häusern Württemberg und Tübingen-Asperg bestanden. 1308 ging die Lehenshoheit über Aldingen von den Grafen von Tübingen-Asperg auf das Haus Württemberg über. Die damalige Nähe zu Haus Württemberg zeigt sich auch darin, dass mit Dieter von Kaltental im ausgehenden 13. Jahrhundert und Marquard von Kaltental im frühen 14. Jahrhundert zwei Kaltentaler am Heilig-Kreuz-Stift als Stiftspröpste für die württembergische Grablege zuerst in Beutelsbach und später in der Stuttgarter Stiftskirche verantwortlich waren.
Im Jahr 1318 verkauften Walters Enkel Burggraf Johann II. und seine Brüder Rudolf und Walter von Kaltental ihre Stammburg an Graf Eberhard den Erlauchten und verlegten ihren Wohnsitz nach Aldingen am Neckar in der heutigen Stadt Remseck. Mit der Burg verkauften die Burggrafen von Kaltental auch zahlreiche Hoheitsrechte und Untertanen in Kaltental, Büsnau und Möhringen.

### Neuer Sitz in Aldingen

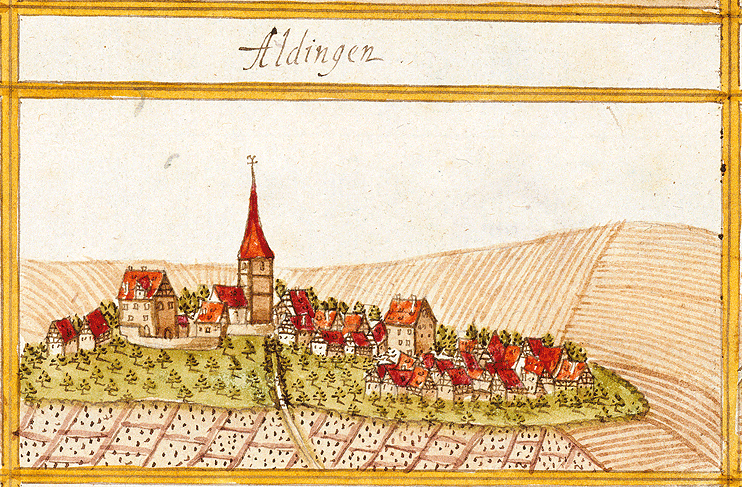
Ansicht von Aldingen am Neckar aus den Forstlagerbüchern von Andreas Kieser aus dem Jahr 1680; zu erkennen die beiden Kaltentalischen Schlösser zu Aldingen: Links der Kirche das alte Schlössle und rechts unterhalb der Kirche Schloss Aldingen

Ungefähr in die Zeit des Verkaufs von Burg Kaltental fällt wahrscheinlich auch der Bau des sogenannten Schlössle, eines heute nicht mehr erhaltenen, kaltentalischen Adelssitzes in Aldingen. Er bildete zusammen mit der örtlichen Margaretenkirche eine gemeinsame Burganlage. Im Verlauf des 14. Jahrhunderts ergänzte die Familie ihren Aldinger Besitz durch den Erwerb von Eigengut. Auch in den Jahrzehnten danach traten Angehörige der Familie noch als Burggrafen von Kaltental in Erscheinung. Später nutzte die Familie den Titel nicht mehr.
1380 verkaufte der auch Hans oder Hennel genannte Johann von Kaltental die Aldinger Kirche an das Heilig-Kreuz-Stift in Stuttgart. In der Folgezeit wurden die Familienangehörigen vermehrt in der Oßweiler Januariuskirche beigesetzt, so dass hier mehrere Grabplatten der Kaltentaler erhalten sind. Im Verlauf des 15. Jahrhunderts begannen die Kaltentaler die Aldinger Kirche wieder als Residenzkirche auszubauen und im Anschluss als Grablege zu nutzen, obwohl sie weiterhin im Besitz des Stiftes blieb. In der Aldinger Kirche sind infolgedessen noch 24 von wohl ursprünglich 36 Grabplatten und -denkmäler erhalten. Um 1488 waren die Kaltentaler Mitglied der Gesellschaft mit St. Jörgenschild und gehörten damit zu den Gründungsmitgliedern des Schwäbischen Bundes.
Mit Georg und Wilhelm, den Söhnen des Hennel von Kaltental, teilte sich die Familie in zwei Linien auf, die gemeinsam die Herrschaft Aldingen innehatten. Sitz beider Linien war zunächst das Aldinger Schlössle. Seit 1542 waren die beiden Linien mit ihrer Aldinger Herrschaft im Ritterkanton Kocher des Schwäbischen Ritterkreises immatrikuliert und somit Teil der Reichsritterschaft.

### Linie Georgs
Nachdem Georg von Kaltental bereits vor seinem Vater gestorben war, übernahm sein Sohn Johann (auch Johann der Ältere oder Hans V. genannt) nach dem Tod des Großvaters einen Anteil an der Ortsherrschaft in Aldingen. Johanns Bruder Hesso von Kaltental erhielt zwischen  1444 und 1464 mehrere Orte rund um die heute als Burgruine Rabeneck bekannte Burg Weißenstein zum Lehen durch Markgraf Karl I. von Baden, dem er als Rat diente. Dazu zählten die heutigen Pforzheimer Stadtteile Dillweißenstein (damals die Orte Dillstein und Weißenstein), Büchenbronn und Huchenfeld. Nach Hessos Tod gingen diese Besitzungen an die Familie von Ehingen.
Philipp von Kaltental, der Enkel Johanns des Älteren und Sohn Johanns des Jüngeren, war einer von etwa 70 württembergischen Adligen, die 1519 versprochen hatten, die Kinder Herzog Ulrichs auf dem Tübinger Schloss gegen den Schwäbischen Bund zu verteidigen. Die Verteidiger ergaben sich Georg von Frundsberg bereits am Ostermontag des Jahres 1519. Nach der Rückeroberung Württembergs durch Herzog Ulrich ließ dieser die von ihm als feige empfundenen Adligen auf der sogenannten Schandtafel im Tübinger Schloss verewigen.
Philipp von Kaltentals Sohn Phillipp Wolf verweigerte sich der von seinen Vettern aus der Linie Wilhelms in Aldingen ab 1568 auf württembergischen Druck hin erwünschten Reformation. Ab hier wird die Linie Georgs in der Literatur auch als katholische Linie zu Aldingen bezeichnet. Mutmaßlich folgte Philipp Wolf dabei dem Vorbild seiner Tante Emerentia von Kaltental, der Schwester des auf der Tübinger Schandtafel verewigten Philipps von Kaltental. Sie war die letzte Priorin des Klosters Mariental in Steinheim an der Murr. Die dortigen Nonnen versuchten zu diesem Zeitpunkt ebenfalls gegen den Druck aus Württemberg ihrem bisherigen Glauben weiter zu folgen. Der Sitz der katholischen Linie blieb im Schlössle bei der Margaretenkirche. Philipp Wolfs Sohn Philipp Hans erbaute zwar nahe dem Schlössle einen weiteren kaltentalischen Wohnsitz, dieser wurde jedoch bereits nach wenigen Jahrzehnten im Dreißigjährigen Krieg wieder zerstört.
Die beiden letzten Brüder aus der Linie Georgs waren Philipp Jakob von Kaltenthal, ein Komtur und Ratsgebietiger in der Ballei Franken des Deutschen Ordens und Philipp Dipold von Kaltenthal, der sich den Malteserrittern anschloss. Damit endete die katholische Linie zu Aldingen im Mannesstamm.

### Linie Wilhelms
Seit Mitte des 15. Jahrhunderts traten die Kaltentaler neben den Grafen von Württemberg und weiteren Parteien auch als Nachfolger des Ortsadels in dem heutigen Ludwigsburger Stadtteil Oßweil als Ortsherren auf. Durch Kauf gelang es Wilhelm die kaltentalische Anteile an Oßweil in seinem Besitz zu vereinigen.
1437 kam zudem eine Hälfte der Herrschaft Neuhausen durch Erbe an Wilhelm. Dessen Söhne Johann (Hans) und Caspar verkauften ihren Anteil an Neuhausen jedoch bereits 1465 wieder an die Herren von Neuhausen. Im Jahr 1461 hatte Caspar zusammen mit seinem Bruder Heinrich den Herren von Neuhausen Teile der Ortsherrschaft über Mühlhausen am Neckar, einem heutigen Stadtteil und Bezirk der Stadt Stuttgart, abgekauft. Heinrichs Söhne Georg und Jakob teilten das Erbe auf. Georg übernahm die Anteile der Aldinger Ortsherrschaft, Georgs Bruder Jakob erbte die zu diesem Zeitpunkt nur anteiligen Herrschaften in Oßweil und Mühlhausen.

#### (evangelische) Linie zu Aldingen

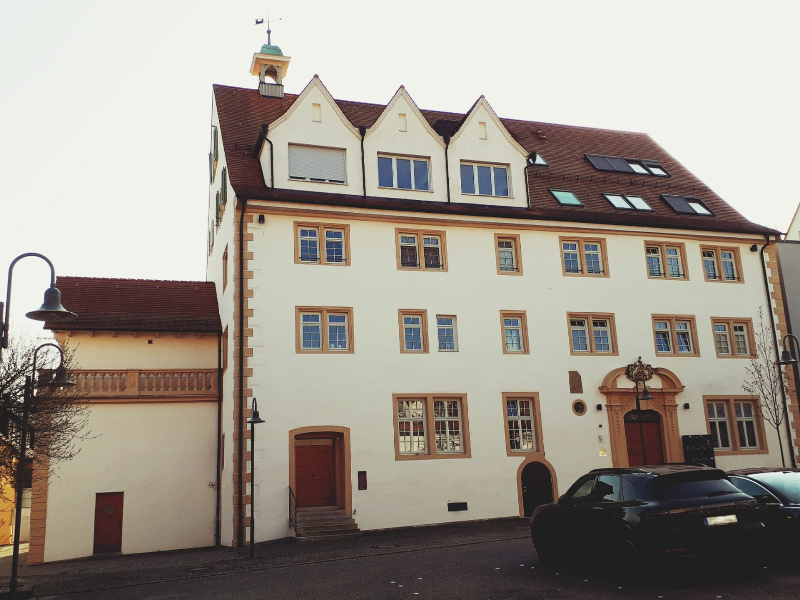
Schloss Aldingen, 1580 erbaut durch Heinrich von Kaltental

Georgs Enkel, die Brüder Reinhardt und Heinrich von Kaltental traten im Jahr 1568 nach zunehmendem Druck aus Württemberg zur evangelischen Konfession über. Aufgrund ihres altgläubig verbliebenen Vetters Philipp Wolf aus der Linie Georgs verfügten die drei Aldinger Ortsherren in der Dorfordnung von 1578, dass die Bewohner freie Wahl bei der Konfession haben sollten. Heinrich von Kaltental war es auch, der Schloss Aldingen als Sitz seiner nun evangelischen Linie errichten ließ. Da er kinderlos starb, gingen Schloss und sein Anteil an der Herrschaft an seinen Neffen, den Sohn Reinhards. Sein übriges Vermögen von 2000 Gulden soll Heinrich für die Armen sowie für Pfarrer und Lehrer gestiftet haben.
Zur Wende vom 17. zum 18. Jahrhundert waren die evangelischen Kaltentaler zu Aldingen aufgrund ererbter Besitzungen bei Walldürn zudem Mitglied im fränkischen Kanton Odenwald. 1695 kaufte das Hochstift Würzburg den dortigen Besitz.
Mit dem Ritterdirektor Georg Wolf von Kaltental starb im Jahr 1746 der letzte Angehörige der auf Wilhelm von Kaltental zurückgehenden evangelischen Linie zu Aldingen. Württemberg zog daraufhin die Herrschaft Aldingen ein. Die insgesamt 468 Jahre ununterbrochen währende Ritterherrschaft der Kaltentaler blieb in Aldingen in positiver Erinnerung. So lobte noch im Jahr 1898 Pfarrer Friedrich Müller in seiner Aldinger Chronik die bürgerfreundliche Einstellung der Kaltentaler und schrieb hierzu: „Zum anererbten Adel kam der Adel des Herzens und der Gesinnung.“

#### Linie zu Oßweil, Mühlhausen am Neckar und Osterzell

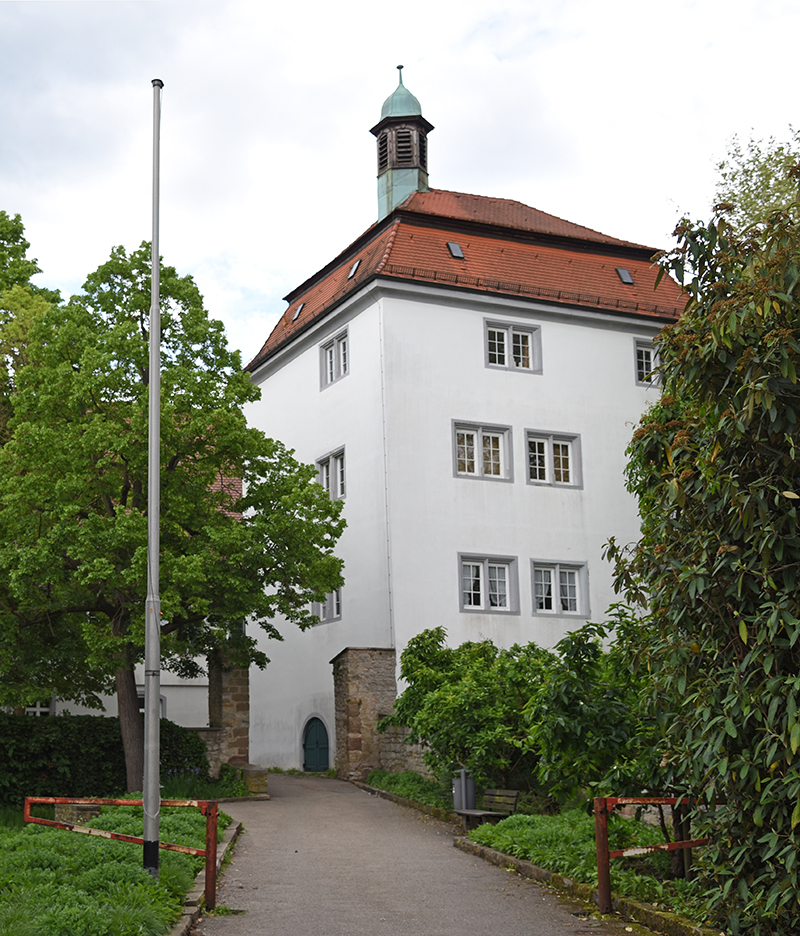
Wohnturm von Schloss Oßweil

Der Hofrichter Jakob von Kaltental, ein Enkel des Wilhelm von Kaltental, kam durch Erbe an den kaltentalischen Besitz in Oßweil und Mühlhausen, während sein Bruder Georg das Erbe in Aldingen angetreten hatte. Um 1500 kaufte Jakob den Herren von Neuhausen auch den Rest ihrer Herrschaft Mühlhausen ab. 1535 kaufte er zudem die Dörfer Osterzell mit dem Weiler Oberzell, Ödwang mit dem Weiler Tremmelschwang, Hirschzell und die Einöden Stocken, Salabeuren, Empisried und Hergertshofen um 20150 Gulden. Daraus bildete er die Herrschaft Osterzell. Damit begründete Jakob eine Seitenlinie der Kaltentaler, deren Vertreter je nach persönlichem Besitz oder Kontext als „zu Oßweil“, „zu Mühlhausen am Neckar“ oder „zu Osterzell“ bezeichnet wurden. Mit ihrem Besitz in Oßweil und Mühlhausen war auch diese Linie der Kaltentaler im Ritterkanton Kocher vertreten, mit dem Besitz in Osterzell im Ritterkanton Donau. Von 1544 bis 1550 stand Jakob von Kaltental als Landhofmeister an der Spitze der Württembergischen Regierung unter Herzog Ulrich.
Jakobs Sohn Kaspar von Kaltenthal war Domkapitular in Augsburg sowie Bundesrichter. Er starb 1552 noch vor seinem Vater. Erbe von Mühlhausen war Kaspars Bruder Engelbold der Ältere, während die Herrschaft Osterzell sowie Teile von Oßweil an seinen Bruder Burkhard als Lehen gingen. 1567 führte Engelbold der Jüngere in Mühlhausen die Reformation ein. Mutmaßlich ist nach ihm auch die dortige Ruine Engelburg benannt.

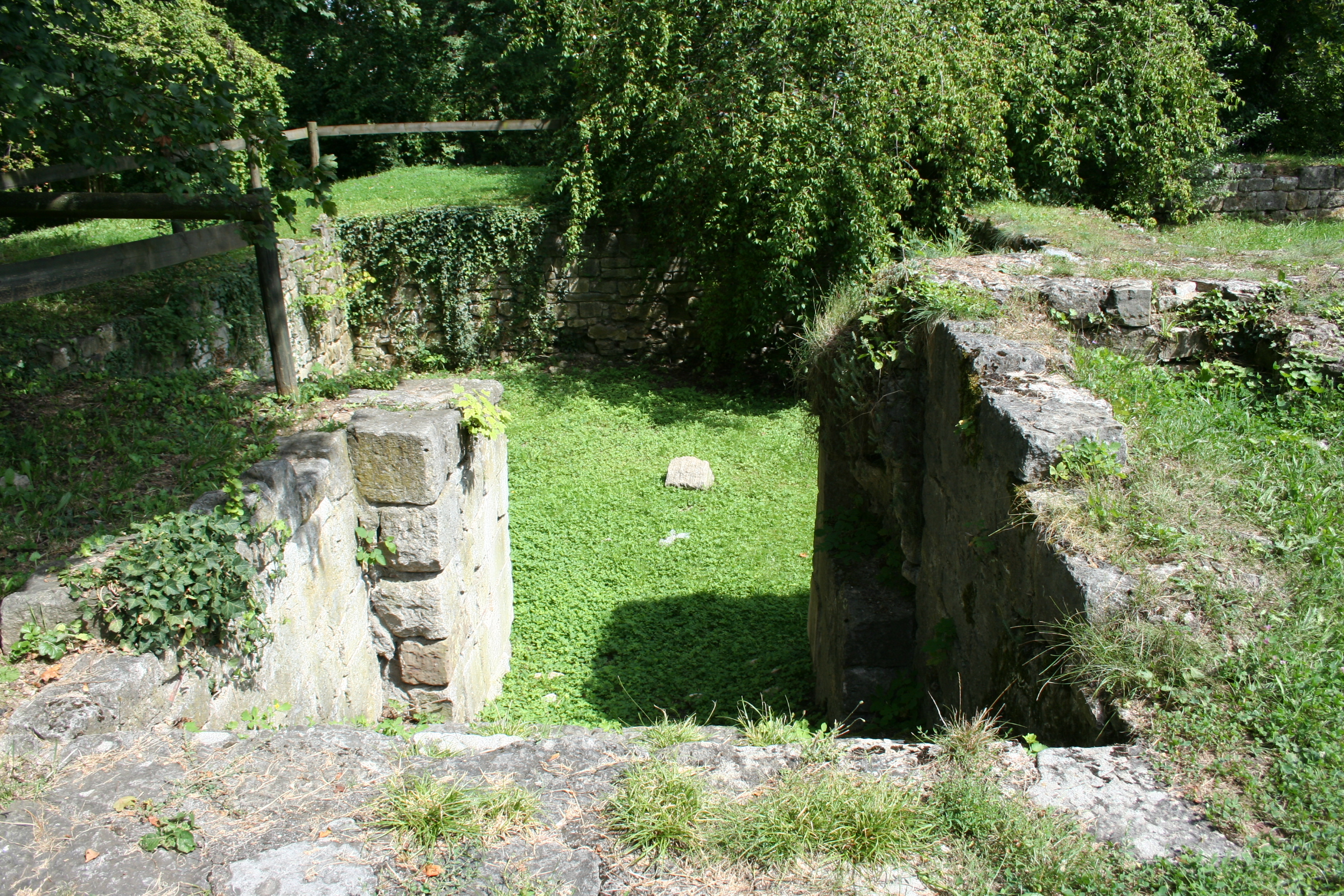
Ruine der Engelburg in Stuttgart-Mühlhausen, mutmaßlich benannt nach Engelbold von Kaltental

Als die Kaltentaler versuchten die Pfarreien Osterzell und Hirschzell ebenso zu reformieren, wie sie es in Mühlhausen getan hatten, wurden sie vom Hochstift Augsburg daran gehindert. Nachdem der jüngere Engelbold im Jahr 1582 gestorben war, teilten seine beiden Töchter beziehungsweise deren Ehemänner das Mühlhausener Erbe auf. Lediglich zwei Höfe und das Fischereirecht gingen als württembergisches Lehen an den in Oßweil und Osterzell begüterten Christoph von Kaltental, nachdem dieser seine Mühlhausener Cousinen und deren Familien wegen der Erbaufteilung verklagt hatte. Im Jahr 1590 kam es in Osterzell unter Kaltentalischer Herrschaft an zu Hexenprozessen, bei denen mindestens neun Frauen als Hexen hingerichtet wurden. Schloss Oßweil, der Oßweiler Sitz der Kaltentaler, wurde 1621 an die Herren Nothaft von Hohenberg verkauft. Christophs Enkel Georg Christoph von Kaltental verkaufte des Weiteren 1691 seinen Anteil an Mühlhausen. Dabei kam ein letzter Hof in Mühlhausen bis zu deren Aussterben 1746 an die Kaltentaler zu Aldingen. 1699 verkaufte der wegen seines ausschweifenden Lebensstils in Osterzell auch als wilder Junker Jörg bezeichnete Georg Christoph die dortige Herrschaft an das Kloster Rottenbuch.
Nach dem Tod des Ritterdirektors Georg Wolf von Kaltental zu Aldingen im Jahr 1746 war die Herrschaft Aldingen von Württemberg eingezogen worden. Dagegen klagten drei Söhne des Georg Christoph und erhoben Anspruch auf das Aldinger Erbe, das neben württembergischen Lehen auch Eigengut der Familie beinhaltete. Dies war der letzte vor einem württembergischen Manngericht ausgetragene Prozess. 1750 erhielten die drei Kaltentaler eine finanzielle Entschädigung. Burkhard Friedrich von Kaltental erhielt zudem ein Widumhaus in Köngen, das er sich zu einem kleinen Schloss ausbaute, sowie kleinere Güter und Anteile an der dortigen niederen Jagd.
Im Jahr 1751 kaufte Württemberg den Kaltentalern ihre verbliebenen Güter in Oßweil ab, nachdem zuvor schon der Rest des Ortes in württembergischen Besitz gelangt war. 1779 verkauften Burkhard Friedrichs Söhne den Köngener Besitz ebenfalls zurück an Württemberg, die das kaltentalische Schlösschen wieder abreißen ließen. Burkhard Friedrich Freiherr von Kaltental auf Köngen war auch der letzte im Ritterkanton Kocher immatrikulierte Kaltentaler, seine Ehefrau war eine Angehörige der Familie von Drais, auch sein Schwiegersohn gehörte dieser Familie an, Karl von Drais war ein Enkel Burkhard Friedrichs.
Im 18. Jahrhundert erscheinen einzelne Angehörige dieser Linie der Kaltentaler auch als Freiherren. Die Linie und damit die ganze Familie ist gegen Ende des 19. Jahrhunderts oder Anfang des 20. Jahrhunderts erloschen.

Die Namensgebung der 1971 nahe Osterzell entstandenen Marktgemeinde Kaltental hat nur indirekten Bezug zum Geschlecht der Kaltentaler zu Osterzell. Die drei Vorgängergemeinden des Markts Kaltental liegen im selben Tal in dem sich einst auch die kaltentalische Herrschaft Osterzell befand und das nach den Kaltentalern benannt wurde. Mittlerweile gehören sowohl das einst kaltentalische Osterzell als auch die Marktgemeinde Kaltental zur Verwaltungsgemeinschaft Westendorf. 

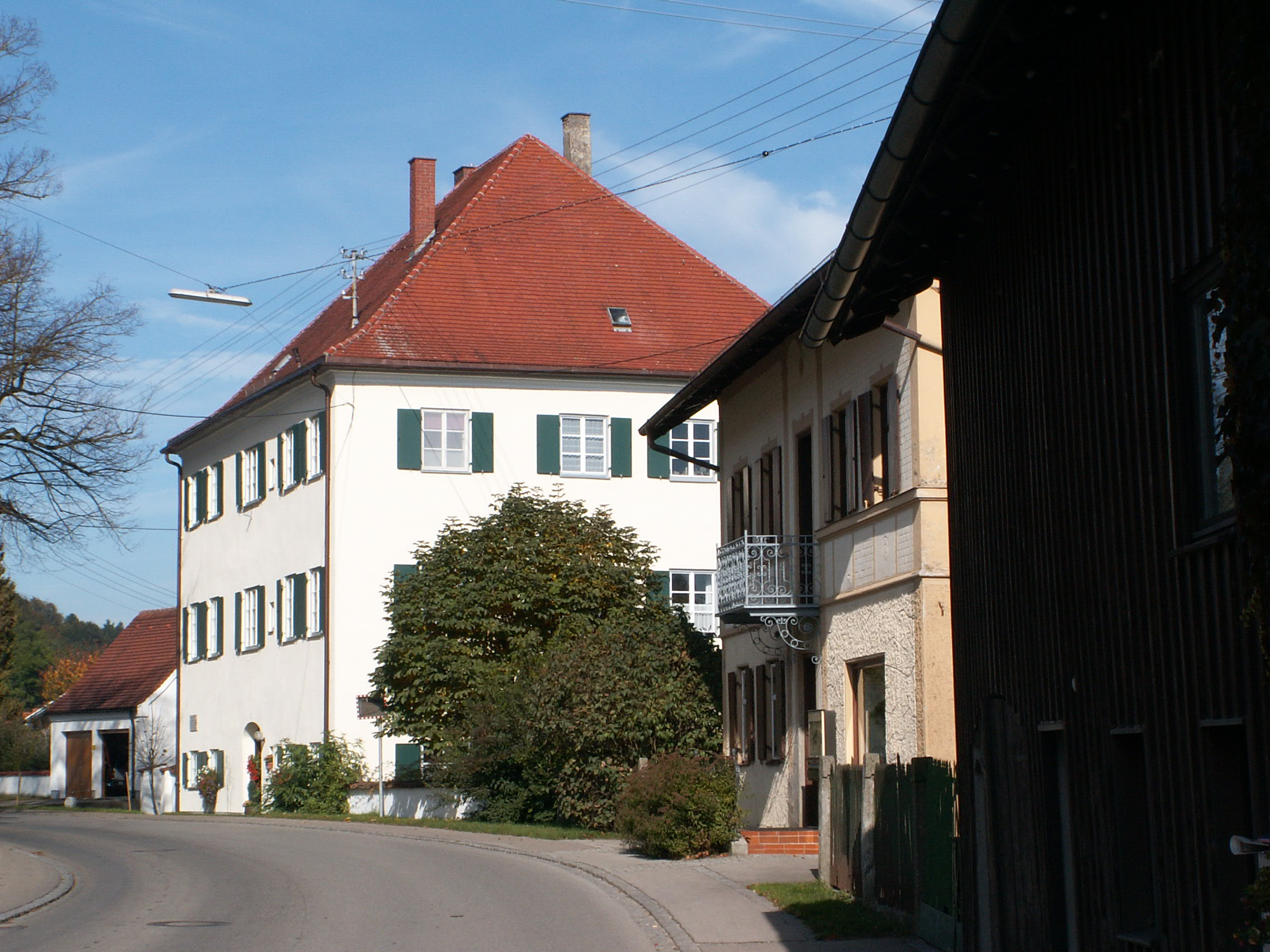
Ehemaliges Schloss Osterzell

In der Pfarrkirche St. Stephan und Oswald in Osterzell finden sich Gräber der Kaltentaler, beispielsweise eine Statue von Burkhard von Kaltental aus dem 16. Jahrhundert. Vier 1990 entdeckte kaltentalische Grabplatten sind an der Westseite der Friedhofsmauer als Denkmal aufgestellt. Weitere Grabdenkmäler dieser Linie befinden sich in der Oßweiler Januariuskirche und in der Mühlhausener Veitskapelle.

## Wappen
Das Wappen der Herren von Kaltental zeigt in Rot ein silbernes Hirschgeweih mit Grind. Auf dem Helm mit rot-silbernen Decken ein wachsender (rot-silberner) Hirschkopf, dessen genaue Darstellung sich in verschiedenen Wappenbüchern im Detail unterscheidet. Einzelne Darstellungen, wie der Schwörschild des Philipp Achilles Baron von Kaltenthal in der Ordenskirche St. Georgen, zeigen ein goldenes Hirschgeweih im Wappenschild statt einem silbernen sowie eine rot-goldene Decke.
Die ehemalige Gemeinde Kaltental nutzte das Kaltentaler Wappen bis zu ihrer Eingemeindung in Stuttgart im Jahr 1922. Für das Wappen der Gemeinde Osterzell wurde das Hirschgeweih der Kaltentaler mit dem Buchenblatt des Klosters Rottenbuch kombiniert. Die mittlerweile zu Pforzheim gehörende Gemeinde Büchenbronn nutzte vor ihrer Eingemeindung das Kaltentalische Hirschgeweih in Kombination mit dem Wappen derer von Ehingen.

Wappen der ehemaligen Gemeinde Kaltental
Wappen der Gemeinde Osterzell
Wappen der ehemaligen Gemeinde Büchenbronn

## Bekannte Familienangehörige

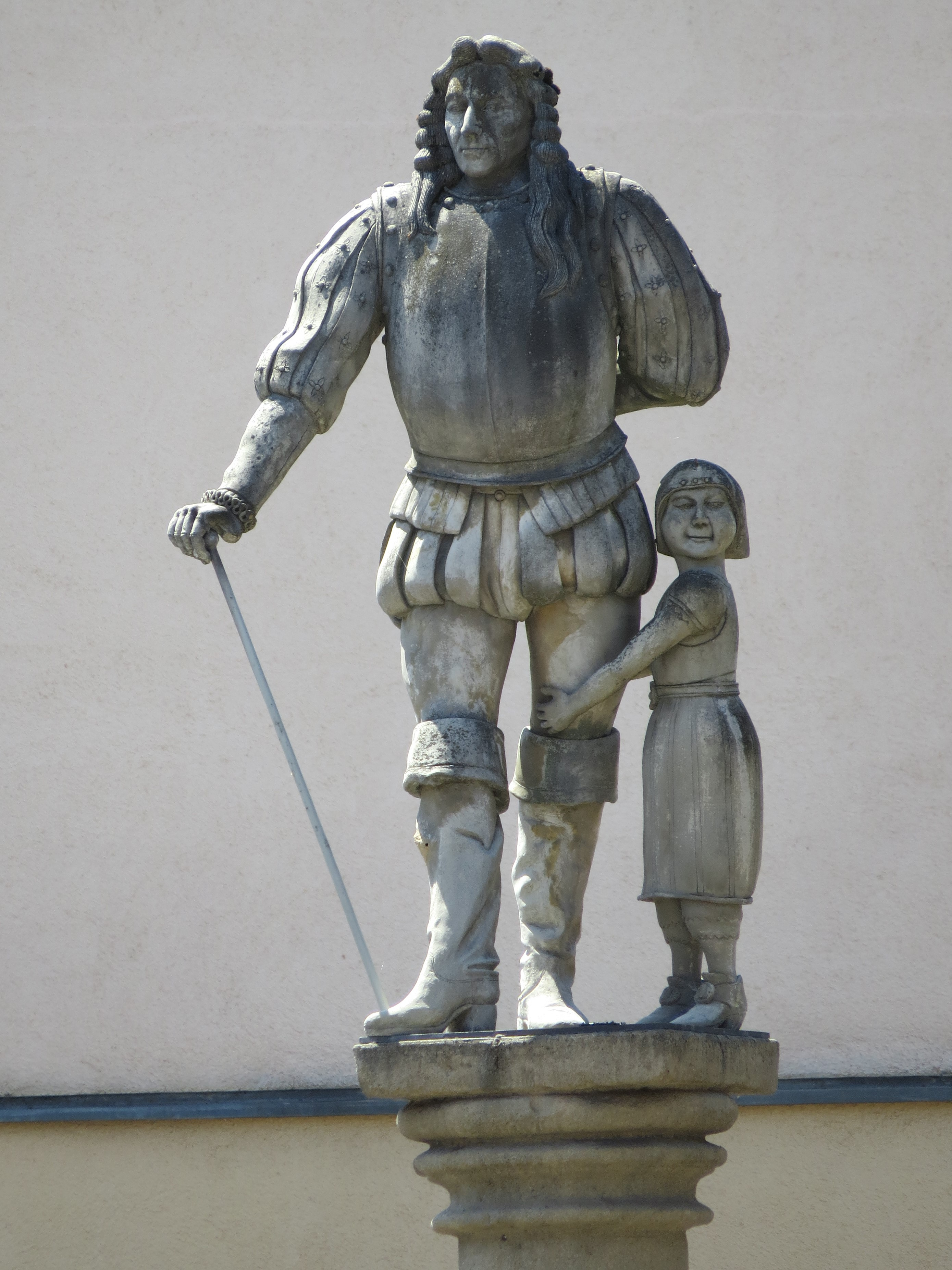
Skulptur von Peter Lenk: Georg Friedrich von Kaltental und die Waise Adiz

- Walter von Kaltental, Ritter und Burggraf von Kaltental (um 1280), erster kaltentalischer Ortsherr in Aldingen (seit 1278)
- Dieter von Kaltental, Propst zu Beutelsbach
- Marquard von Kaltental, Propst zu Beutelsbach und am Heilig-Kreuz-Stift zu Stuttgart
- Johann von Kaltental (vor 1278 bis vor 1313), Ritter, Burggraf von Kaltental und Herr von Aldingen
- Johann von Kaltental (vor 1313 bis nach 1345), Edelknecht, Burggraf von Kaltental und Herr von Aldingen
- Walter von Kaltental, Komtur des Deutschen Ordens zu Kapfenburg (um 1384) und zu Giengen (um 1391); Landkomtur der Ballei Lothringen (um 1383)
- Brigitta (Brida) von Kaltenthal, Priorin von Pforzheim[7]
- Jakob von Kaltental (1479–1555), Hofrichter und königlicher Rat, Ortsherr von Oßweil und Mühlhausen am Neckar, Begründer der Herrschaft Osterzell[34]
- Kaspar von Kaltenthal († 1552), Richter und Domkapitular zu Augsburg, war 1546 am Regensburger Religionsgespräch beteiligt
- Emerentia von Kaltental, letzte Priorin des Klosters Mariental in Steinheim an der Murr[12]
- Heinrich von Kaltental (1534–1608), Bauherr von Schloss Aldingen, führte zusammen mit seinem Bruder Reinhardt die Reformation in Aldingen ein[6]
- Philipp Jakob von Kaltenthal (vor 1627–1669), Komtur des Deutschen Ordens und Erbauer der Wallfahrtskirche Maria Birnbaum in Sielenbach im schwäbischen Landkreis Aichach-Friedberg
- Georg Friedrich von Kaltental (1649–1697), Württembergischer Offizier, ihm zu Ehren steht in Aldingen die Statue Georg Friedrich von Kaltental und die Waise Adiz (Beton-Plastik von Peter Lenk)[35]
- Georg Wolf von Kaltental (1681–1746), Sohn des Georg Friedrich von Kaltental, Direktor des Ritterkantons Kocher (seit 1731), Obervogt zu Kirchheim, Nürtingen, Denkendorf, Wendlingen, Neidlingen und Owen (seit 1733), letzter kaltentalischer Herr von Aldingen[3]
- Margarete Ernestine von Kaltenthal, Mutter des Karl Freiherr von Drais[36]

Mit den Herren von Kaltental in Verbindung stehende Kirchenbauten
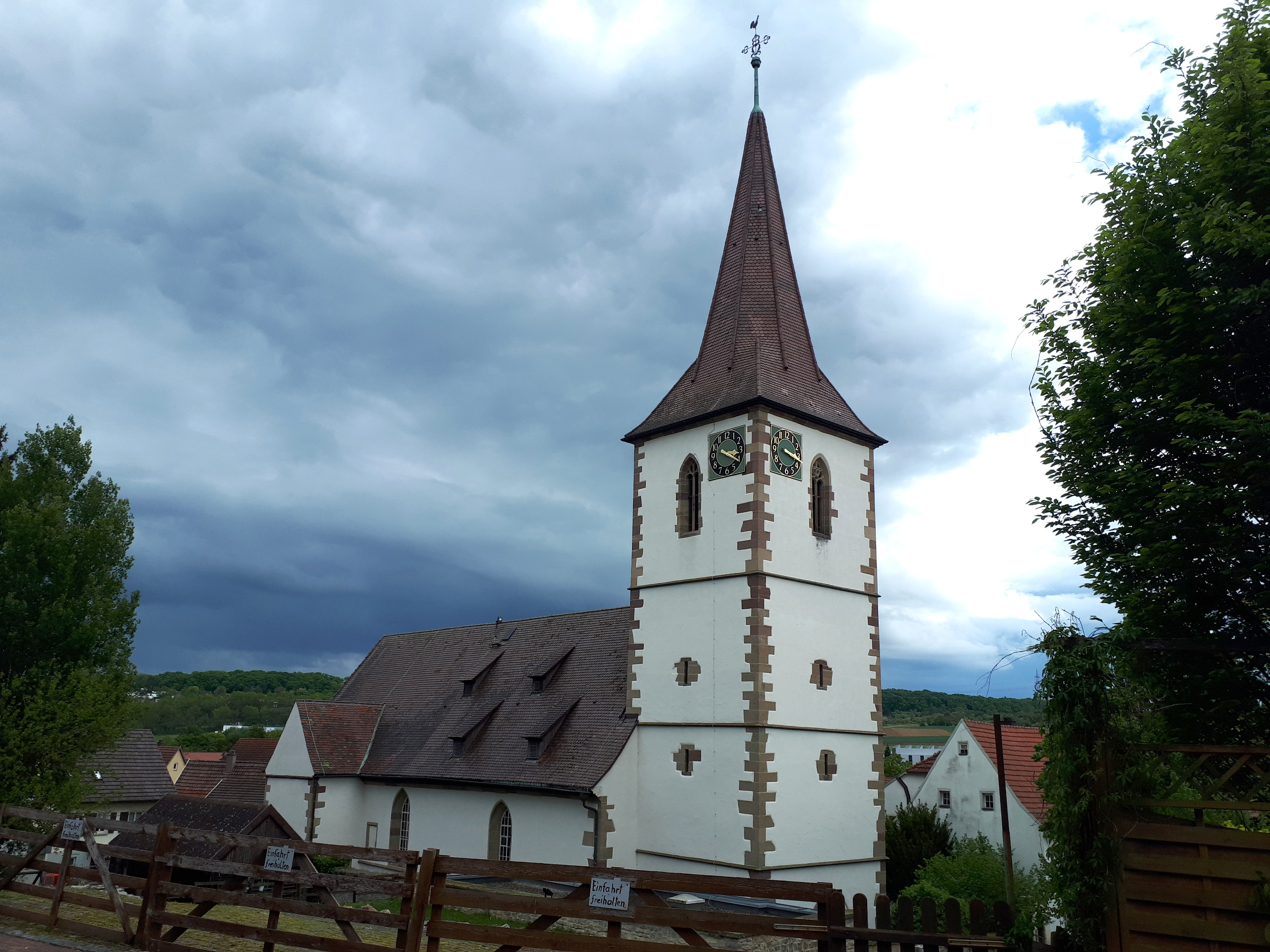
Margaretenkirche (Aldingen)
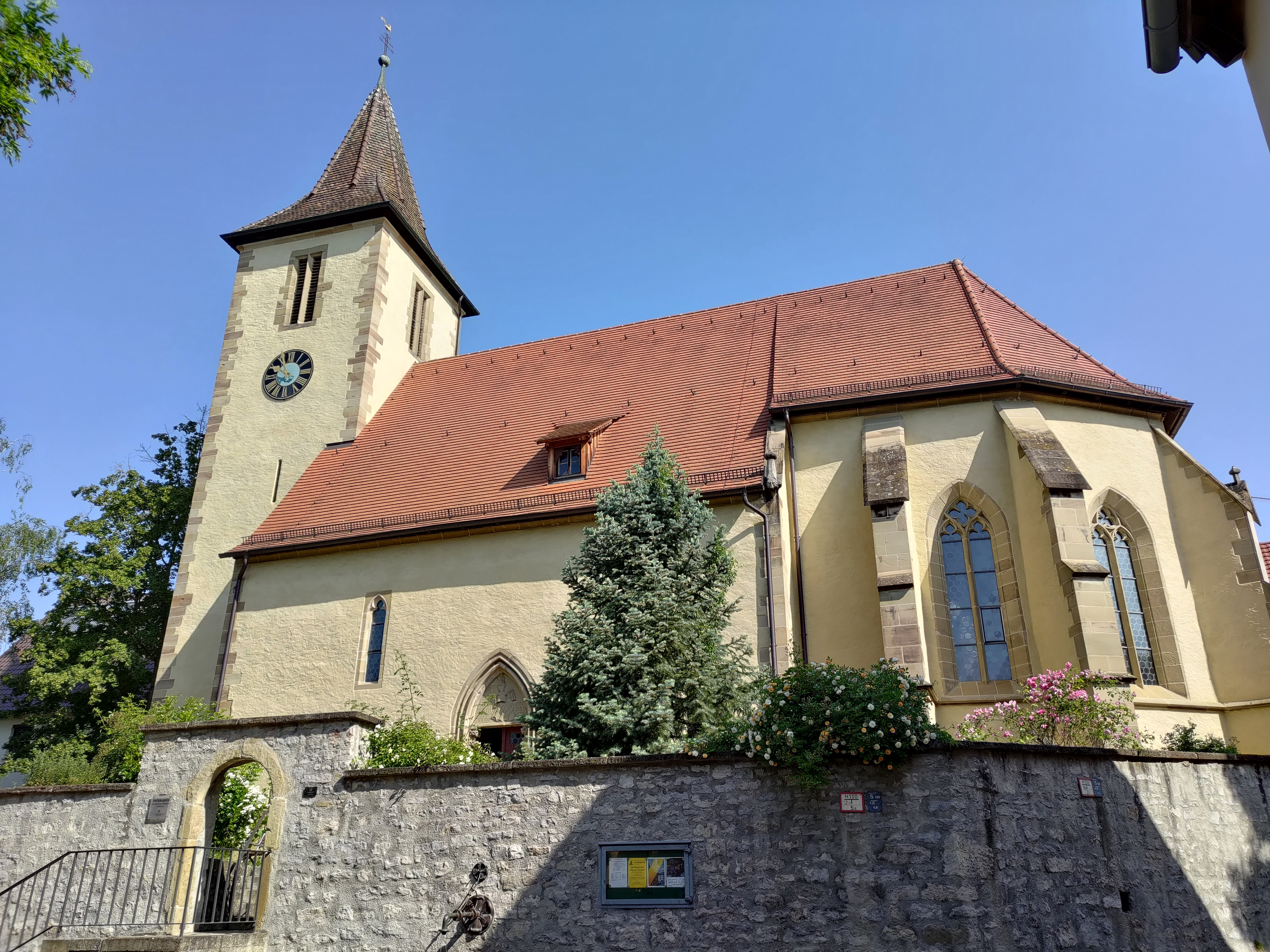
Veitskapelle (Mühlhausen)
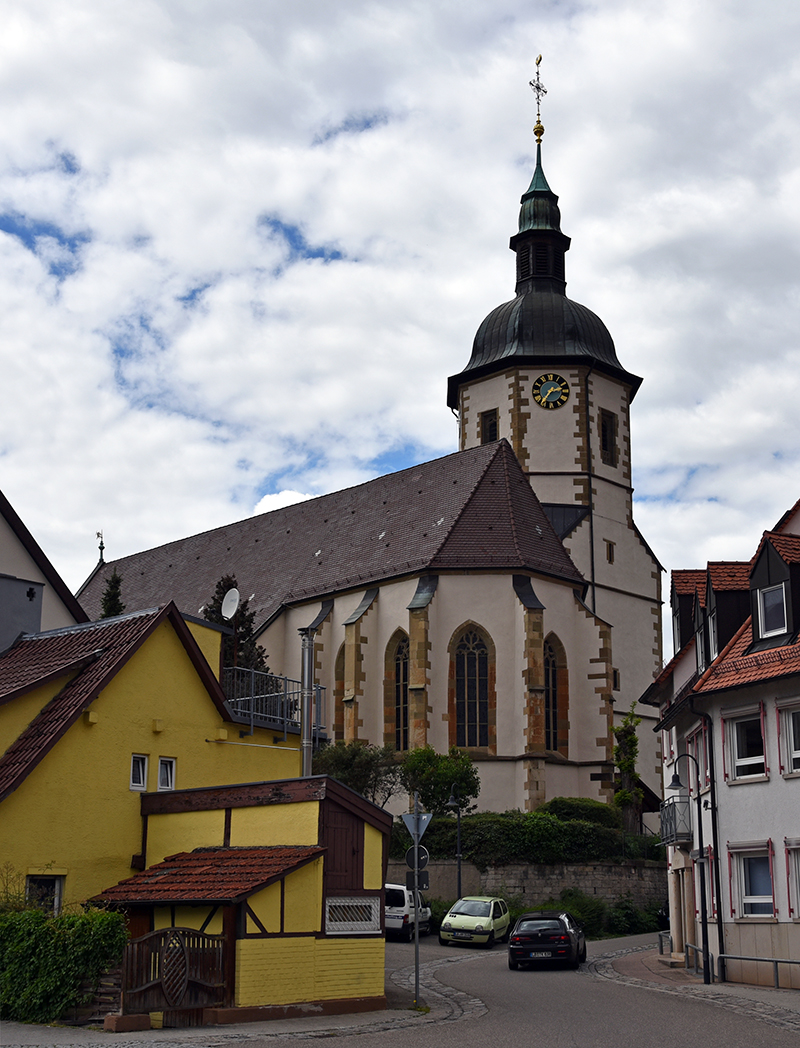
Januariuskirche (Oßweil)
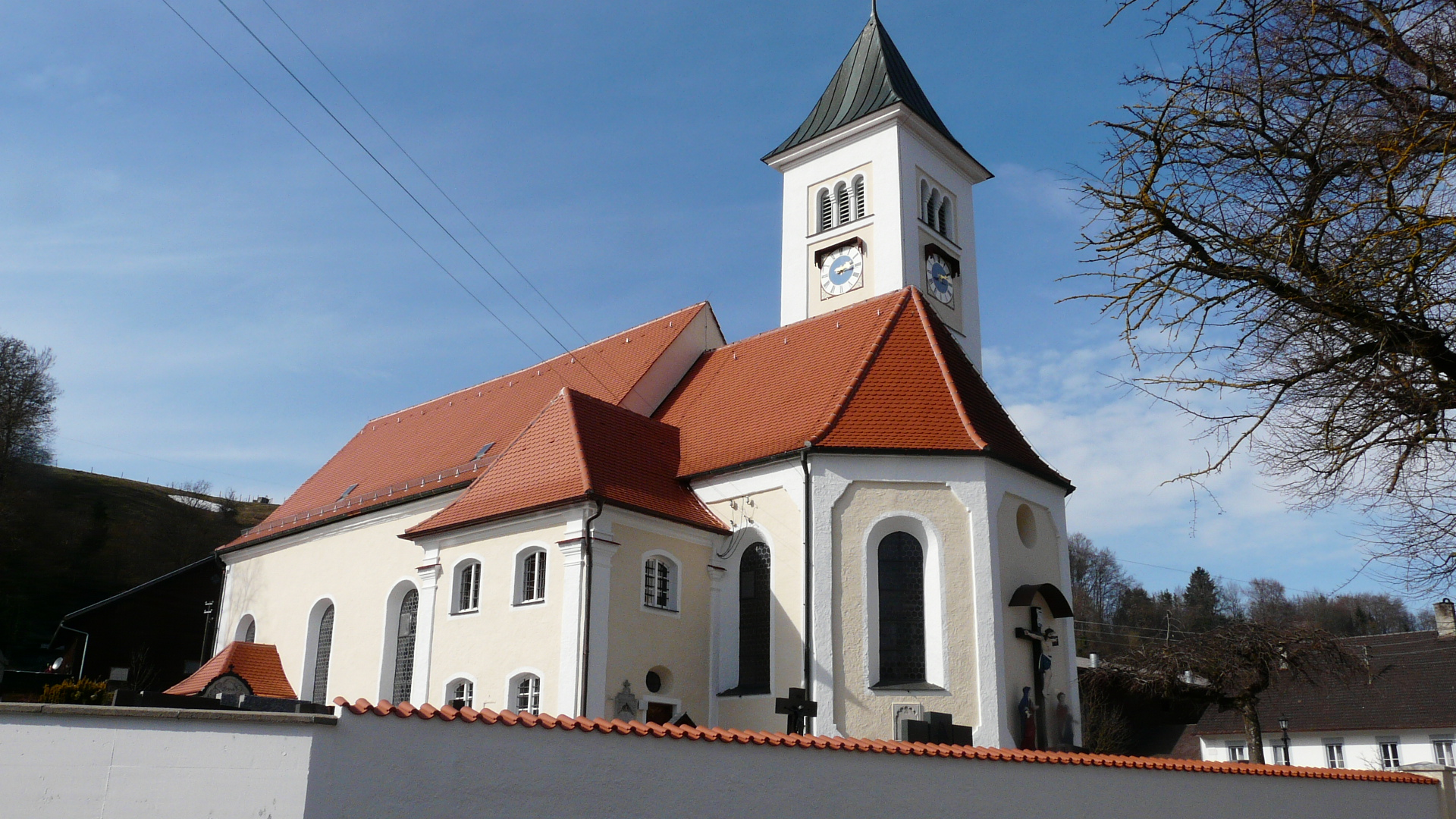
Pfarrkirche St. Stephan und Oswald (Osterzell)
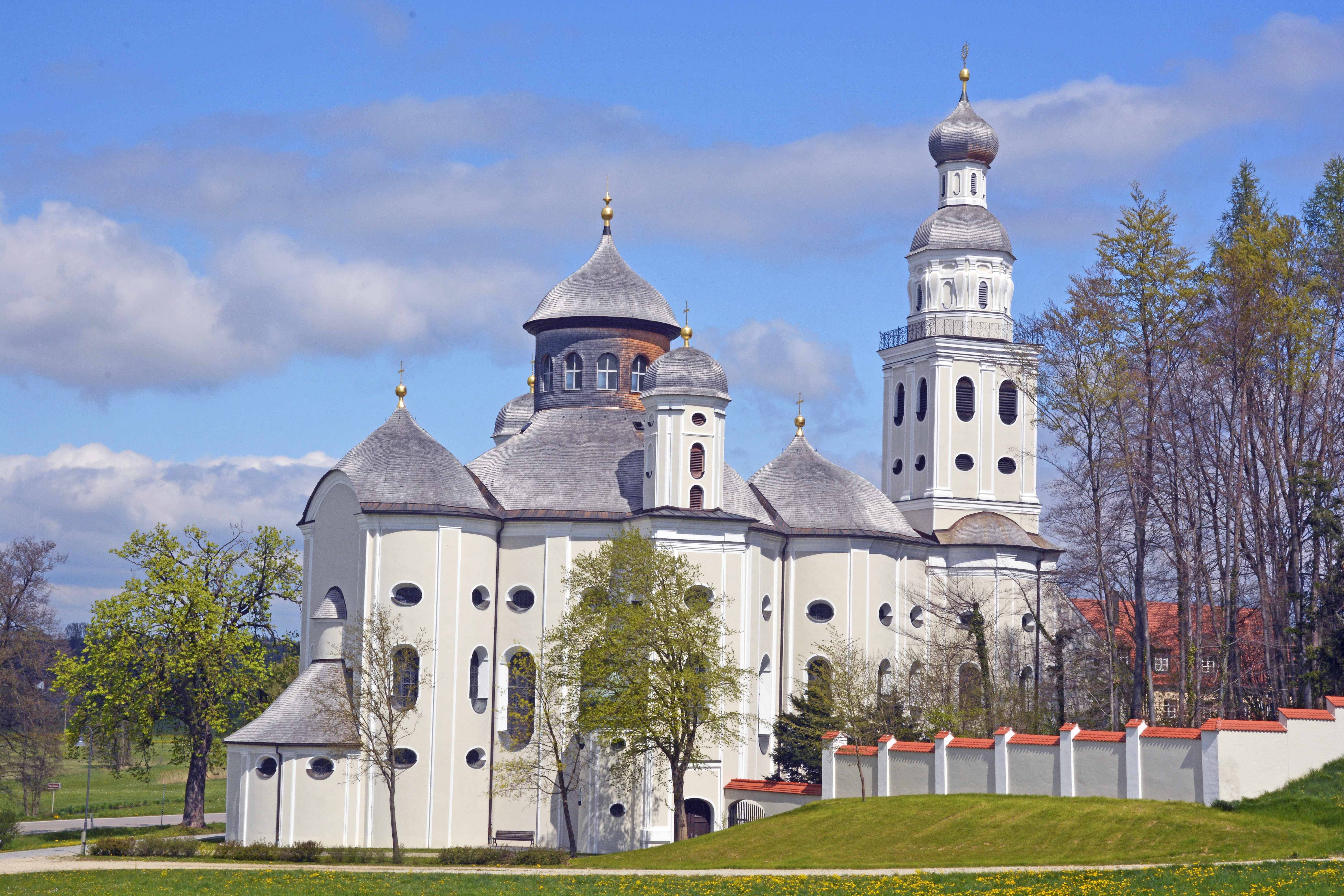
Wallfahrtskirche Maria Birnbaum (Sielenbach)